# Banca Privata Edmond de Rothschild Lugano
Die Banca Privata Edmond de Rothschild Lugano SA ist eine auf die Vermögensverwaltung spezialisierte Schweizer Privatbank mit Sitz in Lugano. Sie ging 1991 aus dem Zusammenschluss der «Banca Solari & Blum SA» und der «Banca Privata Edmond de Rothschild SA» hervor und ist seither eine Tochtergesellschaft der in Genf ansässigen «Banque Privée Edmond de Rothschild SA».
Die Banca Privata Edmond de Rothschild Lugano beschäftigt rund 80 Mitarbeiter und wies per Ende 2008 eine Bilanzsumme von 509,3 Millionen Franken sowie knapp 5 Milliarden Franken Kundenvermögen aus.

## Geschichte
Das Unternehmen wurde 1926 als Finanzgesellschaft unter dem Namen «Società Commerciale Ceresio SA» gegründet. Diese wurde 1933 mit Spezialisierung auf die Vermögensverwaltung und den Wertpapierhandel in «SA Privata Finanziara» umbenannt. Nachdem die Gesellschaft 1936 die Banklizenz erhalten hatte, folgte zwei Jahre später eine weitere Umbenennung in «Banca Solari SA». Nach dem Eintritt von Walter Blum 1964 trat das bis dahin von der Familie Solari geführte Institut ab 1967 als «Banca Solari & Blum SA» auf.
1991 schloss sich die «Banca Solari & Blum SA» mit der ebenfalls in Lugano ansässigen «Banca Privata Edmond de Rothschild SA» zusammen. Gleichzeitig wurde das Bankinstitut in «Banca Privata Solari & Blum SA (Gruppo Benjamin e Edmond de Rothschild)» umbenannt.
Die «Banca Privata Edmond de Rothschild SA» ihrerseits entstand 1968 als Luganeser Niederlassung der Genfer «Banque Privée SA». 1972 wurde die Niederlassung in die Aktiengesellschaft «Banca Privata in Lugano SA» umgewandelt und 1986 in «Banca Privata Edmond de Rothschild SA» umbenannt.
Die 1991 aus dem Zusammenschluss der beiden Banken entstandene «Banca Privata Solari & Blum SA (Gruppo Benjamin e Edmond de Rothschild)» wurde 1998 schliesslich in «Banca Privata Edmond de Rothschild Lugano SA» umbenannt.
Im Jahr 2013 wurde die Sella Bank AG durch Fusion übernommen.